# Salvatore Angelo Gitti
Salvatore Angelo Gitti (Gardone Val Trompia, 10 novembre 1908 – Brescia, 21 febbraio 1971) è stato un partigiano, sindacalista e politico italiano. 
Padre dell'ex deputato DC Tarcisio Gitti e nonno dell'ex deputato Pd Gregorio Gitti

## Biografia
Istruttore dei giovani esploratori cattolici, sino allo scioglimento di quest'organizzazione da parte del fascismo, negli anni della dittatura Gitti fu proposto per il confino. Dopo l'armistizio rappresentò la DC nel CLN della Val Trompia e militò nella Guardia Popolare della Valle, inquadrato come partigiano nelle Brigate "Fiamme Verdi".
Dopo la Liberazione è stato dirigente delle ACLI e, prima della rottura dell'unità sindacale, nella segreteria della Camera del Lavoro di Brescia. Dalla fondazione della CISL, nel 1950, ne è segretario provinciale a Brescia fino al 1962 e membro del Consiglio nazionale.
Eletto deputato nella seconda Legislatura repubblicana nel 1953, fu rieletto in tutte le successive, restando in carica sino alla morte.